# Live Oak (Comtat de Santa Cruz)
Live Oak és una població al Comtat de Santa Cruz a l'estat de Califòrnia (Estats Units d'Amèrica).

## Demografia
Segons el cens del 2000 Live Oak tenia 16.628 habitants, 6.216 habitatges, i 3.785 famílies. La densitat de població era de 1.987,6 habitants/km².
Dels 6.216 habitatges en un 32,8% hi vivien nens de menys de 18 anys, en un 42,1% hi vivien parelles casades, en un 13,6% dones solteres, i en un 39,1% no eren unitats familiars. En el 26,9% dels habitatges hi vivien persones soles el 10,9% de les quals corresponia a persones de 65 anys o més que vivien soles. El nombre mitjà de persones vivint en cada habitatge era de 2,58 i el nombre mitjà de persones que vivien en cada família era de 3,11.
Per edats la població es repartia de la següent manera: un 23,5% tenia menys de 18 anys, un 9,6% entre 18 i 24, un 32,3% entre 25 i 44, un 23% de 45 a 60 i un 11,7% 65 anys o més.
L'edat mediana era de 36 anys. Per cada 100 dones de 18 o més anys hi havia 91,1 homes.
La renda mediana per habitatge era de 47.949 $ i la renda mediana per família de 53.607 $. Els homes tenien una renda mediana de 39.921 $ mentre que les dones 32.955 $. La renda per capita de la població era de 23.333 $. Entorn del 7,3% de les famílies i el 10,1% de la població estaven per davall del llindar de pobresa.

## Poblacions properes
El següent diagrama mostra les poblacions més properes.